# Halam
Un halam es una especie de guitarra de uso entre los habitantes de Senegal. 
Se tañe con plectro y consta de cuatro cuerdas de crin que se ponen tirantes por medio de unas correas adaptadas al mástil. La caja del instrumento es de madera y la piel que hace de tabla armónica, de vaca. 